# Etsuro Sotoo

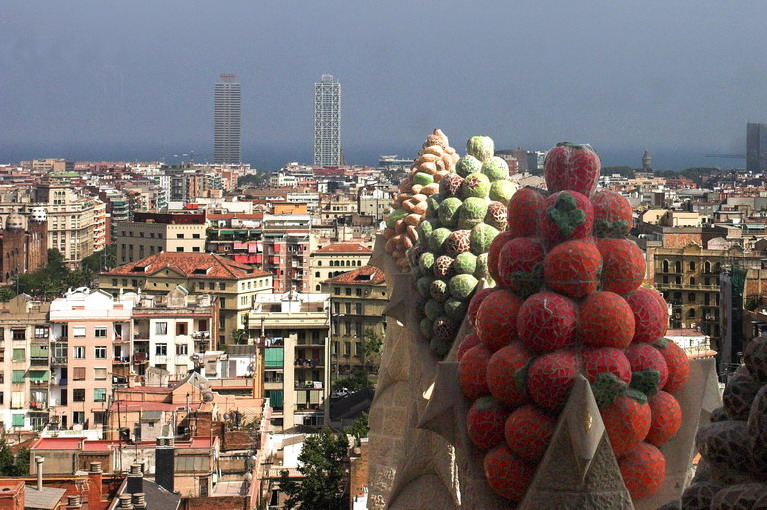
Cestas de frutas dos pináculos do Templo Expiatório da Sagrada Família, de Etsuro Sotoo.

Etsuro Sotoo (Fukuoka, 1953) é um escultor japonês radicado em Espanha. 
Em 1978 visitou Barcelona e ficou impressionado com o Templo Expiatório da Sagrada Família. Pediu para entrar na obra como pedreiro e, depois de passar uma prova, foi-lhe concedido trabalho. Desde então trabalha na fachada da Natividade, seguindo as indicações que Antoni Gaudí deixou para a sua execução. Entre outras esculturas realizou as das figuras dos anjos músicos, e as das cestas de frutas que coroam os pináculos do templo. Desenhou ainda as portas que foram instaladas na fachada da Natividade, de alumínio policromado e vidro, decoradas com temas vegetais, insetos e pequenos animais. Foi encarregue igualmente de restaurar as esculturas da Porta do Rosário, danificada na Guerra Civil Espanhola. Também trabalha no desenho das campânulas tubulares que Gaudí pensou em instalar nas torres-campanário das três fachadas da Sagrada Família.
Sotoo é também o autor de um monumento comemorativo do 150.º aniversário da empresa Louis Vuitton em Barberà del Vallès, e da escultura de Josemaría Escrivá de Balaguer para a igreja de Montalegre de Barcelona. No Japão é o autor de O velho e a menina e Nascimento no Chohachi Art Museum de Matsuzaki, bem como de Cinco elementos no Instituto de Fukuoka, monumento de 1500 m² dedicado à água, vento, céu, fogo e terra.
O seu estudo e admiração por Gaudí levaram-no, aos 37 anos, a converter-se ao catolicismo. No seu Japão natal é conhecido como o "Gaudí japonês".